# British committee on the theory of international politics
Il British Committee on the Theory of International Politics è stato un gruppo indipendente di studiosi riunitosi periodicamente a Cambridge, Oxford, Londra e Brighton per discutere i problemi principali e la gamma di aspetti concernenti la teoria e la storia delle relazioni internazionali e promuoverne lo studio.

## Componenti e riunioni
Coordinato da Herbert Butterfield, Martin Wight, Adam Watson  e Hedley Bull, il British Committee on the Theory of International Politics si è riunito tre volte l'anno in sedi accademiche o para-accademiche per circa un trentennio tra gli anni cinquanta e novanta del Novecento, due volte in Italia. Nel 1974 tenne una riunione di tre giorni (27-30 settembre) presso Villa Serbelloni, Bellagio. Attorno al British Committee si riunirono numerosi studiosi, tra cui Michael Howard e Donald MacKinnon. Tra gli altri, Thomas Schelling fu invitato ad una riunione come ospite. Un biografo ricorda che fu certamente strano tenere a Cambridge i seminari di un comitato di studio sulla politica internazionale senza invitare la principale autorità mondiale che viveva ad un miglio dal college cioè Edward Hallett Carr. Ma Butterfield rifiutava d'avere nulla da spartire con Carr.

## Storia
La vicenda del British Committe si può scandire in quattro fasi principali. La prima delle quattro fasi va dalla fondazione nel 1958 alla pubblicazione di un volume collettaneo sulla teoria della politica internazionale, preparato tra il 1963 e 1964, che ebbe buon successo: Diplomatic Investigations. La seconda fase, dal 1966 al 1977, è stabilita utilizzando l'uscita editoriale nel 1977 di due testi. Il primo è Systems of States, una miscellanea di saggi sui sistemi di stati occidentali scritti da Wight per il Committee e che ne influenzeranno l'agenda di studio; il secondo è The Anarchical Society di Bull, una teoria dell'ordine politico internazionale, delle condizioni che ne favoriscono la durata e la stabilità o, all'inverso, ne provocano la decadenza o la distruzione. La morte di Bull e la coincidente fine del British Committee nel 1985 segnano la terza fase (1977-1992). Il secondo e ultimo volume del British Committee, The Expansion of International Society dedicato all'espansione del sistema di stati occidentale, delle sue norme e delle sue istituzioni, vedrà la luce in questo periodo, seguito dall'uscita di The Evolution of International Society scritto da Watson, che ad esso s'ispira, e che chiude questa scansione storica. L'esperienza del British Committee si chiude pochi anni prima della fine della Guerra Fredda e, quindi, del contesto internazionale che gli è succeduto.

## Il dibattito interno
La questione dei rapporti tra una ipotetica cultura mondiale, il pluralismo culturale esistente, e le norme destinate a regolare le relazioni internazionali è stato il principale argomento di discussione e di divisione nel British Committee. La divisione principale fu tra chi riconosceva la possibilità di regole comuni, perlomeno nelle relazioni internazionali, anche in assenza di una cultura comune, e chi invece riteneva il contesto internazionale irrimediabilmente diviso in un pluralismo all'interno del quale sarebbe impossibile trovare terreni culturali e istituzionali comuni. L'aspetto che più interessava questi studiosi fu il progressivo espandersi a tutto il pianeta delle istituzioni tipiche delle relazioni fra gli stati europei, a partire dalle regole formali del diritto internazionale. Dal punto di vista metodologico, la prefazione del libro Diplomatic Investigations: Essays in the Theory of International Politics, scritta da Wight ma firmata anche da Butterfield, rappresenta una sorta di manifesto del British Committee. Il tema centrale consiste nella difesa di un approccio classico allo studio delle relazioni internazionali, cioè fondato sugli strumenti tradizionali della storia, della filosofia, della scienza politica e nella rivalutazione delle opere storiografiche e teoretiche appunto dette classiche.

## L'impatto del British Committee on the Theory of International Politics
Il British Committee ha rinvigorito e avviato una modalità di studio destinata ad influenzare una corrente contemporanea dello studio delle relazioni internazionali, la cosiddetta "Scuola inglese". Essa pone al centro della propria attenzione l'importanza delle istituzioni nella vita internazionale, considerando gli aspetti culturali ed etici, intesi nell'accezione più generale, parte decisiva della dimensione diplomatica della politica mondiale.

## Pubblicazioni
Gli studiosi del British Committee on the Theory of International Politics hanno pubblicato collettaneamente libri e saggi e scritto regolarmente una serie di articoli, molti dei quali tuttora non pubblicati, destinati specificatamente alle riunioni e al dibattito interno.

## Archivi
Un numero notevole di articoli, scritti e appunti dei membri del British Committee on the Theory of International Politics giace presso diverse istituzioni universitarie britanniche, come la Oxford University e la Cambridge University.

## Opere del British Committee on the Theory of International Politics
- Herbert Butterfield e Martin Wight (a cura di), Diplomatic Investigations: Essays in the Theory of International Politics, London, Allen & Unwin, 1966.
- Hedley Bull e Adam Watson (a cura di), L'espansione della società internazionale, Milano, Jaca Book, 1994.
- Martin Wight, Systems of States, a cura di Hedley Bull, Leicester, Leicester University Press, 1977.

## Opere sul British Committee on the Theory of International Politics
Il primo lavoro di ricerca sul British Committee on the Theory of International Politics si deve a Brunello Vigezzi (1994). Successivamente, Tim Dunne (1998) ha parzialmente discusso alcuni aspetti del British Committee on the Theory of International Politics. Spesso il tema del British Committee è stato discusso, talora impropriamente, sotto l'etichetta "scuola inglese".  Il lavoro più completo e accurato sul British Committee on the Theory of International Politics è oggi quello di Vigezzi (2005).